# Manoel Taveira de Souza
Manuel Taveira de Sousa (Alfenas, 7 de fevereiro de 1917) foi um advogado e político brasileiro do estado de Minas Gerais. Brilhante orador, foi alcunhado de "A Patativa das Gerais". Foi deputado estadual em Minas Gerais pelo UDN de 1947 a 1951, sendo substituído pelo deputado Alberto Deodato Maia Barreto no período de 1º de agosto a 3 de novembro de 1949. Foi reeleito na legislatura seguinte, de 1951 a 1955.

Manuel Taveira foi também deputado federal por Minas Gerais
, tendo combatido, ferrenhamente, no início dos anos 60 do século XX, a construção da Represa de Furnas, devido ao fato desta ter inundado um extenso território fértil do sul daquele Estado. Foi Secretário Estadual para administração da Polícia Civil de Minas Gerais e presidente do Tribunal de Contas do Estado de Minas Gerais (1986).

## Genealogia
- Era filho de Antônio Gonçalves de Sousa e Ana Augusta Taveira de Sousa.

## Ligações Externas
- Foto no site Cyberpolicia
- Foto na Galeria do Tribunal de Contas do Estado de Minas Gerais